# Thống kê Giải vô địch bóng đá châu Âu 2020
Dưới đây là bài viết phác thảo số liệu thống kê cho Giải vô địch bóng đá châu Âu 2020, được diễn ra trên khắp châu Âu từ ngày 11 tháng 6 đến ngày 11 tháng 7 năm 2021 sau khi bị tạm hoãn một năm vì đại dịch COVID-19. Số bàn thắng ghi được trong loạt sút luân lưu không được tính và các trận đấu được quyết định bởi loạt sút luân lưu được coi là trận hòa.

## Cầu thủ ghi bàn
Đã có 142 bàn thắng ghi được trong 51 trận đấu, trung bình 2.78 bàn thắng mỗi trận đấu.
Đây là giải đấu có số bàn thắng trung bình mỗi trận cao nhất kể từ giải vô địch bóng đá châu Âu 1976, khi mà vòng bảng lần đầu được đưa vào giải. 11 bàn phản lưới nhà đã được ghi trong giải đấu này, nhiều hơn 2 bàn so với tổng tất cả các bàn phản lưới của các giải đấu trước đó cộng lại. Với bàn thắng tại giải đấu này, Cristiano Ronaldo đã trở thành cầu thủ ghi được nhiều bàn thắng nhất tại giải vô địch châu Âu với 14 bàn thắng.
5 bàn thắng
- Patrik Schick
- Cristiano Ronaldo

4 bàn thắng
- Romelu Lukaku
- Harry Kane
- Karim Benzema
- Emil Forsberg

3 bàn thắng
- Kasper Dolberg
- Raheem Sterling
- Georginio Wijnaldum
- Robert Lewandowski
- Álvaro Morata
- Haris Seferovic
- Xherdan Shaqiri

2 bàn thắng
- Thorgan Hazard
- Ivan Perišić
- Mikkel Damsgaard
- Joakim Mæhle
- Yussuf Poulsen
- Kai Havertz
- Federico Chiesa
- Ciro Immobile
- Lorenzo Insigne
- Manuel Locatelli
- Matteo Pessina
- Memphis Depay
- Denzel Dumfries
- Pablo Sarabia
- Ferran Torres
- Roman Yaremchuk
- Andriy Yarmolenko

1 bàn thắng
- Marko Arnautović
- Christoph Baumgartner
- Michael Gregoritsch
- Saša Kalajdžić
- Stefan Lainer
- Kevin De Bruyne
- Thomas Meunier
- Luka Modrić
- Mislav Oršić
- Mario Pašalić
- Nikola Vlašić
- Tomáš Holeš
- Martin Braithwaite
- Andreas Christensen
- Thomas Delaney
- Jordan Henderson
- Harry Maguire
- Luke Shaw
- Joel Pohjanpalo
- Antoine Griezmann
- Paul Pogba
- Leon Goretzka
- Robin Gosens
- Attila Fiola
- András Schäfer
- Ádám Szalai
- Nicolò Barella
- Leonardo Bonucci
- Wout Weghorst
- Ezgjan Alioski
- Goran Pandev
- Karol Linetty
- Raphaël Guerreiro
- Diogo Jota
- Artem Dzyuba
- Aleksei Miranchuk
- Callum McGregor
- Milan Škriniar
- César Azpilicueta
- Aymeric Laporte
- Mikel Oyarzabal
- Viktor Claesson
- Breel Embolo
- Mario Gavranović
- İrfan Kahveci
- Artem Dovbyk
- Oleksandr Zinchenko
- Kieffer Moore
- Aaron Ramsey
- Connor Roberts

1 bàn phản lưới nhà
- Simon Kjær (trong trận gặp Anh)
- Lukáš Hrádecký (trong trận gặp Bỉ)
- Mats Hummels (trong trận gặp Pháp)
- Wojciech Szczęsny (trong trận gặp Slovakia)
- Rúben Dias (trong trận gặp Đức)
- Raphaël Guerreiro (trong trận gặp Đức)
- Martin Dúbravka (trong trận gặp Tây Ban Nha)
- Juraj Kucka (trong trận gặp Tây Ban Nha)
- Pedri (trong trận gặp Croatia)
- Denis Zakaria (trong trận gặp Tây Ban Nha)
- Merih Demiral (trong trận gặp Ý)

Nguồn: UEFA

## Kiến tạo
4 kiến tạo
- Steven Zuber

3 kiến tạo
- Pierre-Emile Højbjerg
- Luke Shaw
- Marco Verratti
- Dani Olmo

2 kiến tạo
- David Alaba
- Kevin De Bruyne
- Thomas Meunier
- Vladimír Coufal
- Jack Grealish
- Robin Gosens
- Joshua Kimmich
- Roland Sallai
- Domenico Berardi
- Leonardo Spinazzola
- Memphis Depay
- Donyell Malen
- Rafa Silva
- Jordi Alba
- Gerard Moreno
- Pablo Sarabia
- Pau Torres
- Dejan Kulusevski
- Andriy Yarmolenko
- Gareth Bale

1 kiến tạo
- Konrad Laimer
- Marcel Sabitzer
- Louis Schaub
- Eden Hazard
- Dries Mertens
- Thomas Vermaelen
- Mateo Kovačić
- Andrej Kramarić
- Luka Modrić
- Mislav Oršić
- Ivan Perišić
- Tomáš Holeš
- Tomáš Kalas
- Andreas Cornelius
- Mikkel Damsgaard
- Mathias Jensen
- Joakim Mæhle
- Jens Stryger Larsen
- Mason Mount
- Kalvin Phillips
- Bukayo Saka
- Raheem Sterling
- Kieran Trippier
- Jere Uronen
- Antoine Griezmann
- Lucas Hernandez
- Kylian Mbappé
- Paul Pogba
- Mats Hummels
- Ádám Szalai
- Francesco Acerbi
- Nicolò Barella
- Ciro Immobile
- Rafael Tolói
- Nathan Aké
- Przemysław Frankowski
- Kamil Jóźwiak
- Maciej Rybus
- Piotr Zieliński
- Diogo Jota
- Cristiano Ronaldo
- Artem Dzyuba
- Marek Hamšík
- Róbert Mak
- José Gayà
- Ferran Torres
- Alexander Isak
- Remo Freuler
- Kevin Mbabu
- Xherdan Shaqiri
- Granit Xhaka
- Hakan Çalhanoğlu
- Oleksandr Karavayev
- Ruslan Malinovskyi
- Roman Yaremchuk
- Oleksandr Zinchenko
- Joe Morrell

Nguồn: UEFA

## Giữ sạch lưới
5 giữ sạch lưới
- Jordan Pickford

3 giữ sạch lưới
- Thibaut Courtois
- Gianluigi Donnarumma[note 1]

2 giữ sạch lưới
- Tomáš Vaclík
- Maarten Stekelenburg
- Unai Simón
- Robin Olsen

1 giữ sạch lưới
- Daniel Bachmann
- Kasper Schmeichel
- Lukáš Hrádecký
- Hugo Lloris
- Salvatore Sirigu[note 1]
- Rui Patrício
- Matvei Safonov
- David Marshall
- Danny Ward

Nguồn: UEFA

## Giải thưởng

### Cầu thủ xuất sắc nhất trận
| Hạng | Cầu thủ             | Đội tuyển    | Đối thủ                          | Số giải thưởng |
| ---- | ------------------- | ------------ | -------------------------------- | -------------- |
| 1    | Sergio Busquets     | Tây Ban Nha  | v Slovakia (GS), v Croatia (R16) | 2              |
| 1    | Federico Chiesa     | Ý            | v Wales (GS), v Tây Ban Nha (SF) | 2              |
| 1    | Harry Kane          | Anh          | v Ukraina (QF), v Đan Mạch (SF)  | 2              |
| 1    | Denzel Dumfries     | Hà Lan       | v Ukraina (GS), v Áo (GS)        | 2              |
| 1    | Romelu Lukaku       | Bỉ           | v Nga (GS), v Đan Mạch (GS)      | 2              |
| 1    | Leonardo Spinazzola | Ý            | v Thổ Nhĩ Kỳ (GS), v Áo (R16)    | 2              |
| 7    | David Alaba         | Áo           | v Bắc Macedonia (GS)             | 1              |
| 7    | Jordi Alba          | Tây Ban Nha  | v Ba Lan (GS)                    | 1              |
| 7    | Gareth Bale         | Wales        | v Thổ Nhĩ Kỳ (GS)                | 1              |
| 7    | Karim Benzema       | Pháp         | v Bồ Đào Nha (GS)                | 1              |
| 7    | Leonardo Bonucci    | Ý            | v Anh (CK)                       | 1              |
| 7    | Andreas Christensen | Đan Mạch     | v Nga (GS)                       | 1              |
| 7    | Kevin De Bruyne     | Bỉ           | v Phần Lan (GS)                  | 1              |
| 7    | Thomas Delaney      | Đan Mạch     | v Cộng hòa Séc (QF)              | 1              |
| 7    | Kasper Dolberg      | Đan Mạch     | v Wales (R16)                    | 1              |
| 7    | Breel Embolo        | Thụy Sĩ      | v Wales (GS)                     | 1              |
| 7    | Christian Eriksen   | Đan Mạch     | v Phần Lan (GS)                  | 1              |
| 7    | Emil Forsberg       | Thụy Điển    | v Ba Lan (GS)                    | 1              |
| 7    | Billy Gilmour       | Scotland     | v Anh (GS)                       | 1              |
| 7    | Robin Gosens        | Đức          | v Bồ Đào Nha (GS)                | 1              |
| 7    | Florian Grillitsch  | Áo           | v Ukraina (GS)                   | 1              |
| 7    | Thorgan Hazard      | Bỉ           | v Bồ Đào Nha (R16)               | 1              |
| 7    | Tomáš Holeš         | Cộng hòa Séc | v Hà Lan (R16)                   | 1              |
| 7    | Lorenzo Insigne     | Ý            | v Bỉ (QF)                        | 1              |
| 7    | Alexander Isak      | Thụy Điển    | v Slovakia (GS)                  | 1              |
| 7    | Joshua Kimmich      | Đức          | v Hungary (GS)                   | 1              |
| 7    | László Kleinheisler | Hungary      | v Pháp (GS)                      | 1              |
| 7    | Victor Lindelöf     | Thụy Điển    | v Tây Ban Nha (GS)               | 1              |
| 7    | Manuel Locatelli    | Ý            | v Thụy Sĩ (GS)                   | 1              |
| 7    | Harry Maguire       | Anh          | v Đức (R16)                      | 1              |
| 7    | Aleksei Miranchuk   | Nga          | v Phần Lan (GS)                  | 1              |
| 7    | Luka Modrić         | Croatia      | v Cộng hòa Séc (GS)              | 1              |
| 7    | Paul Pogba          | Pháp         | v Đức (GS)                       | 1              |
| 7    | Cristiano Ronaldo   | Bồ Đào Nha   | v Hungary (GS)                   | 1              |
| 7    | Bukayo Saka         | Anh          | v Cộng hòa Séc (GS)              | 1              |
| 7    | Patrik Schick       | Cộng hòa Séc | v Scotland (GS)                  | 1              |
| 7    | Xherdan Shaqiri     | Thụy Sĩ      | v Thổ Nhĩ Kỳ (GS)                | 1              |
| 7    | Unai Simón          | Tây Ban Nha  | v Thụy Sĩ (QF)                   | 1              |
| 7    | Milan Škriniar      | Slovakia     | v Ba Lan (GS)                    | 1              |
| 7    | Raheem Sterling     | Anh          | v Croatia (GS)                   | 1              |
| 7    | Nikola Vlašić       | Croatia      | v Scotland (GS)                  | 1              |
| 7    | Georginio Wijnaldum | Hà Lan       | v Bắc Macedonia (GS)             | 1              |
| 7    | Granit Xhaka        | Thụy Sĩ      | v Pháp (R16)                     | 1              |
| 7    | Andriy Yarmolenko   | Ukraina      | v Bắc Macedonia (GS)             | 1              |
| 7    | Oleksandr Zinchenko | Ukraina      | v Thụy Điển (R16)                | 1              |

Nguồn: UEFA

## Ghi bàn
Tổng quan
Tính đến 7 tháng 7 năm 2021
- Tổng số bàn thắng được ghi: 140
- Số bàn thắng được ghi trung bình mỗi trận: 2.80
- Tổng số cú đúp: 14 
 Karim Benzema (2), Kasper Dolberg, Emil Forsberg, Harry Kane, Robert Lewandowski, Manuel Locatelli, Romelu Lukaku, Cristiano Ronaldo (2), Patrik Schick, Haris Seferovic, Xherdan Shaqiri, Georginio Wijnaldum
- Tổng số quả đá phạt đền được trao: 17
- Tổng số bàn thắng được ghi bởi những quả phạt đền: 9 
 Cristiano Ronaldo cho Bồ Đào Nha trước Hungary và Pháp (2)
Memphis Depay cho Hà Lan trước Áo
Emil Forsberg cho Thụy Điển trước Slovakia
Patrik Schick cho Cộng hòa Séc trước Croatia
Artem Dzyuba cho Nga trước Đan Mạch
Karim Benzema cho Pháp trước Bồ Đào Nha
Romelu Lukaku cho Bỉ trước Ý
- Tổng số quả đá phạt đền hỏng hoặc bị cản phá: 8 
 Pierre-Emile Højbjerg cho Đan Mạch trước Phần Lan
Gareth Bale cho Wales trước Thổ Nhĩ Kỳ
Ezgjan Alioski cho Bắc Macedonia trước Ukraina
Ruslan Malinovskyi cho Ukraina trước Bắc Macedonia
Gerard Moreno cho Tây Ban Nha trước Ba Lan
Álvaro Morata cho Tây Ban Nha trước Slovakia
Ricardo Rodríguez cho Thụy Sĩ trước Pháp
Harry Kane cho Anh trước Đan Mạch
- Tỷ lệ thành công của những quả phạt đền: 52.94%
- Các bàn phản lưới nhà: 11 
 Merih Demiral, Wojciech Szczęsny, Mats Hummels, Rúben Dias, Raphaël Guerreiro, Lukáš Hrádecký, Martin Dúbravka, Juraj Kucka, Pedri, Denis Zakaria, Simon Kjær

Thời lượng
Tính đến 7 tháng 7 năm 2021
- Bàn thắng đầu tiên của giải: Merih Demiral (o.g.) cho Ý trước Thổ Nhĩ Kỳ
- Cú đúp đầu tiên của giải: Romelu Lukaku cho Bỉ trước Nga
- Bàn thắng nhanh nhất của trận đấu tính từ thời điểm bắt đầu trận đấu: Phút thứ 2 (1:22[9])
 Emil Forsberg cho Thụy Điển trước Ba Lan
- Bàn thắng nhanh nhất của trận đấu tính từ thời điểm sau khi vào sân thay người: 1 phút 
 Ferran Torres cho Tây Ban Nha trước Slovakia (vào sân ở phút thứ 66)
- Bàn thắng muộn nhất của trận đấu không tính thời gian hiệp phụ: Phút thứ 90+5 
 Connor Roberts cho Wales trước Thổ Nhĩ Kỳ
- Bàn thắng muộn nhất của trận đấu tính cả thời gian hiệp phụ: Phút thứ 120+1 
 Artem Dovbyk cho Ukraina trước Thụy Điển
- Bàn thắng quyết định của trận đấu không tính thời gian hiệp phụ: Phút thứ 90+4 
 Viktor Claesson cho Thụy Điển trước Ba Lan
- Bàn thắng quyết định của trận đấu tính cả thời gian hiệp phụ: Phút thứ 120+1 
 Artem Dovbyk cho Ukraina trước Thụy Điển
- Khoảng thời gian ít nhất giữa hai bàn thắng được ghi bởi cùng một đội trong một trận đấu: 2 phút 
 Karim Benzema cho Pháp trước Thụy Sĩ

Đội tuyển
Tính đến 7 tháng 7 năm 2021
- Đội ghi nhiều bàn thắng nhất: 13 
 Tây Ban Nha
- Đội ghi ít bàn thắng nhất: 1 
 Phần Lan, Scotland, Thổ Nhĩ Kỳ
- Đội bị thủng lưới nhiều nhất: 10 
 Ukraina
- Đội bị thủng lưới ít nhất: 1 
 Anh
- Chênh lệch hiệu số bàn thắng bại tốt nhất: +9 
 Anh, Ý
- Chênh lệch hiệu số bàn thắng bại tệ nhất: –7 
 Thổ Nhĩ Kỳ
- Trận đấu có nhiều bàn thắng nhất từ cả hai đội: 8 
 Croatia (3–5) Tây Ban Nha
- Đội ghi nhiều bàn thắng nhất trong một trận đấu: 5 
 Tây Ban Nha trước Slovakia
Tây Ban Nha trước Croatia
- Đội thua trận ghi nhiều bàn thắng nhất trong một trận đấu: 3 
 Croatia trước Tây Ban Nha
- Trận thắng với khoảng cách lớn nhất: 5 bàn thắng 
 Slovakia (0–5) Tây Ban Nha
- Đội giữ sạch lưới nhiều trận nhất: 5 
 Anh
- Đội giữ sạch lưới ít trận nhất: 0 
 Croatia, Đức, Hungary, Bắc Macedonia, Ba Lan, Slovakia, Thụy Sĩ, Thổ Nhĩ Kỳ, Ukraina
- Đội đối thủ mà giữ sạch lưới nhiều trận nhất: 2 
 Phần Lan, Đức, Scotland, Slovakia, Thổ Nhĩ Kỳ, Ukraina, Wales
- Đội đối thủ mà giữ sạch lưới ít trận nhất: 0 
 Bỉ, Pháp, Ý, Ba Lan
- Đội có chuỗi trận giữ sạch lưới nhiều nhất: 5 
 Anh
- Đội đối thủ mà có chuỗi trận giữ sạch lưới nhiều nhất: 2 
 Phần Lan, Scotland, Slovakia, Thổ Nhĩ Kỳ, Wales

Cá nhân
Tính đến 7 tháng 7 năm 2021
- Cầu thủ ghi nhiều bàn thắng nhất: 5 
 Cristiano Ronaldo, Patrik Schick
- Cầu thủ kiến tạo nhiều nhất: 4 
 Steven Zuber
- Cầu thủ ghi nhiều bàn thắng và kiến tạo nhiều nhất: 6 
 Cristiano Ronaldo (5 bàn thắng, 1 pha kiến tạo)
- Thủ môn giữ sạch lưới nhiều trận nhất: 5 
 Jordan Pickford
- Thủ môn giữ sạch lưới ít trận nhất: 0 
 Heorhiy Bushchan, Uğurcan Çakır, Stole Dimitrievski, Martin Dúbravka, Péter Gulácsi, Dominik Livaković, Manuel Neuer, Anton Shunin, Yann Sommer, Wojciech Szczęsny
- Thủ môn có chuỗi trận giữ sạch lưới nhiều nhất: 5 
 Jordan Pickford
- Cầu thủ ghi nhiều bàn thắng nhất trong một trận đấu: 2 
 Romelu Lukaku cho Bỉ trước Nga, Patrik Schick cho Cộng hòa Séc trước Scotland, Cristiano Ronaldo cho Bồ Đào Nha trước Hungary, Manuel Locatelli cho Ý trước Thụy Sĩ, Xherdan Shaqiri cho Thụy Sĩ trước Thổ Nhĩ Kỳ, Georginio Wijnaldum cho Hà Lan trước Bắc Macedonia, Emil Forsberg cho Thụy Điển trước Ba Lan, Robert Lewandowski cho Ba Lan trước Thụy Điển, Karim Benzema cho Pháp trước Bồ Đào Nha, Cristiano Ronaldo cho Bồ Đào Nha trước Pháp, Kasper Dolberg cho Đan Mạch trước Wales, Karim Benzema cho Pháp trước Thụy Sĩ, Haris Seferovic cho Thụy Sĩ trước Pháp, Harry Kane cho Anh trước Ukraina
- Cầu thủ nhiều tuổi nhất ghi bàn: 37 năm và 321 ngày 
 Goran Pandev cho Bắc Macedonia trước Áo
- Cầu thủ ít tuổi nhất ghi bàn: 20 năm và 353 ngày 
 Mikkel Damsgaard cho Đan Mạch trước Nga

## Khán giả
- Tổng số khán giả: 1.099.278
- Trung bình số lượng khán giả mỗi trận: 21.554
- Số lượng khán giả cao nhất: 67.173 – Ý v Anh[10]
- Số lượng khán giả thấp nhất: 5.607 – Croatia v Cộng hòa Séc[11]

## Trận thắng và trận thua
Tính đến 7 tháng 7 năm 2021
- Đội thắng nhiều trận nhất: 5 – Anh, Ý
- Đội thắng ít trận nhất: 0 – Hungary, Bắc Macedonia, Ba Lan, Scotland, Thổ Nhĩ Kỳ
- Đội thua nhiều trận nhất: 3 – Đan Mạch, Bắc Macedonia, Thổ Nhĩ Kỳ, Ukraina
- Đội thua ít trận nhất: 0 – Anh, Pháp, Ý, Tây Ban Nha
- Đội hòa nhiều trận nhất: 4 – Tây Ban Nha
- Đội hòa ít trận nhất: 0 – Áo, Bỉ, Đan Mạch, Phần Lan, Hà Lan, Bắc Macedonia, Nga, Slovakia, Thổ Nhĩ Kỳ, Ukraina
- Đội nhiều điểm nhất ở vòng bảng: 9 – Bỉ, Ý, Hà Lan
- Đội ít điểm nhất ở vòng bảng: 0 – Bắc Macedonia, Thổ Nhĩ Kỳ

## Kỷ luật

### Tổng quan
Tính đến 7 tháng 7 năm 2021
- Tổng số thẻ vàng được rút ra: 145
- Số thẻ vàng trung bình mỗi trận: 2.90
- Tổng số thẻ đỏ được rút ra: 6
- Số thẻ đỏ trung bình mỗi trận: 0.12
- Thẻ vàng đầu tiên của giải: Çağlar Söyüncü cho Thổ Nhĩ Kỳ trước Ý
- Thẻ đỏ đầu tiên của giải: Grzegorz Krychowiak cho Ba Lan trước Slovakia
- Thẻ vàng được rút ra nhanh nhất tính từ thời điểm bắt đầu trận đấu: Phút thứ 2  – Marko Arnautović cho Áo trước Ý
- Thẻ vàng được rút ra nhanh nhất tính từ thời điểm sau khi vào sân thay người: 1 phút  – Scott McKenna cho Scotland trước Croatia (vào sân ở phút thứ 33)
- Thẻ vàng cuối cùng của trận đấu không tính thời gian hiệp phụ: Phút thứ 90+5  – Rodri cho Tây Ban Nha trước Ba Lan
- Thẻ vàng cuối cùng của trận đấu tính cả thời gian hiệp phụ: Phút thứ 120+1  – Aleksandar Dragović cho Áo trước Ý, Artem Dovbyk cho Ukraina trước Thụy Điển, Mario Gavranović cho Thụy Sĩ trước Tây Ban Nha
- Cầu thủ bị truất quyền thi đấu nhanh nhất tính từ thời điểm bắt đầu trận đấu: Phút thứ 55  – Ethan Ampadu cho Wales trước Ý, Matthijs de Ligt cho Hà Lan trước Cộng hòa Séc
- Cầu thủ bị truất quyền thi đấu nhanh nhất tính từ thời điểm sau khi vào sân thay người: 31 phút  – Harry Wilson cho Wales trước Đan Mạch (vào sân ở phút thứ 59)
- Cầu thủ bị truất quyền thi đấu cuối cùng trong trận đấu không tính thời gian hiệp phụ: Phút thứ 90  – Harry Wilson cho Wales trước Đan Mạch
- Cầu thủ bị truất quyền thi đấu cuối cùng trong trận đấu tính cả thời gian hiệp phụ: Phút thứ 99  – Marcus Danielson cho Thụy Điển trước Ukraina
- Khoảng thời gian ngắn nhất giữa hai thẻ vàng được rút ra cho cùng một cầu thủ: 40 phút  – Grzegorz Krychowiak cho Ba Lan trước Slovakia (bị thẻ phạt lần đầu ở phút thứ 22 và lần thứ 2 ở phút thứ 62)
- Đội có nhiều thẻ vàng nhất: 11  – Thụy Sĩ
- Đội có nhiều thẻ đỏ nhất: 2  – Wales
- Đội có ít thẻ vàng nhất: 3  – Hà Lan, Scotland
- Cầu thủ có nhiều thẻ vàng nhất: 3  – Grzegorz Krychowiak
- Cầu thủ có nhiều thẻ đỏ nhất: 1  – Grzegorz Krychowiak, Ethan Ampadu, Harry Wilson, Matthijs de Ligt, Marcus Danielson, Remo Freuler
- Trận đấu có nhiều thẻ vàng nhất: 7  – Pháp v Thụy Sĩ
- Trận đấu có nhiều thẻ đỏ nhất: 1  – Ba Lan v Slovakia, Ý v Wales, Wales v Đan Mạch, Hà Lan v Cộng hòa Séc, Thụy Điển v Ukraina, Thụy Sĩ v Tây Ban Nha
- Trận đấu có ít thẻ vàng nhất: 0  – Bỉ v Nga, Scotland v Cộng hòa Séc, Ukraina v Áo, Phần Lan v Bỉ, Ukraina v Anh
- Trận đấu có nhiều thẻ nhất: 7  – Pháp v Thụy Sĩ (7 thẻ vàng)

### Hình phạt

#### Theo trận đấu
| Ngày        | Đội nhà       | Tỷ số                    | Đội khách     | Vòng        | Trọng tài               | Tổng số thẻ | Thẻ vàng  | Thẻ vàng · Thẻ vàng-đỏ (thẻ đỏ gián tiếp) | Thẻ đỏ    |
| Vòng bảng   | Vòng bảng     | Vòng bảng                | Vòng bảng     | Vòng bảng   | Vòng bảng               | Vòng bảng   | Vòng bảng | Vòng bảng                                 | Vòng bảng |
| ----------- | ------------- | ------------------------ | ------------- | ----------- | ----------------------- | ----------- | --------- | ----------------------------------------- | --------- |
| Ngày 1      | Thổ Nhĩ Kỳ    | 0 - 3                    | Ý             | Bảng A      | Danny Makkelie          | 2           | 2         | 0                                         | 0         |
| Ngày 2      | Wales         | 1 - 1                    | Thụy Sĩ       | Bảng A      | Clément Turpin          | 3           | 3         | 0                                         | 0         |
| Ngày 2      | Đan Mạch      | 0 - 1                    | Phần Lan      | Bảng B      | Anthony Taylor          | 2           | 2         | 0                                         | 0         |
| Ngày 2      | Bỉ            | 3 - 0                    | Nga           | Bảng B      | Antonio Mateu Lahoz     | 0           | 0         | 0                                         | 0         |
| Ngày 3      | Anh           | 1 - 0                    | Croatia       | Bảng D      | Daniele Orsato          | 4           | 4         | 0                                         | 0         |
| Ngày 3      | Áo            | 3 - 1                    | Bắc Macedonia | Bảng C      | Andreas Ekberg          | 3           | 3         | 0                                         | 0         |
| Ngày 3      | Hà Lan        | 3 - 2                    | Ukraina       | Bảng C      | Felix Brych             | 1           | 1         | 0                                         | 0         |
| Ngày 4      | Scotland      | 0 - 2                    | Cộng hòa Séc  | Bảng D      | Daniel Siebert          | 0           | 0         | 0                                         | 0         |
| Ngày 4      | Ba Lan        | 1 - 2                    | Slovakia      | Bảng E      | Ovidiu Hațegan          | 2           | 1         | 1                                         | 0         |
| Ngày 4      | Tây Ban Nha   | 0 - 0                    | Thụy Điển     | Bảng E      | Slavko Vinčić           | 1           | 1         | 0                                         | 0         |
| Ngày 5      | Hungary       | 0 - 3                    | Bồ Đào Nha    | Bảng F      | Cüneyt Çakır            | 3           | 3         | 0                                         | 0         |
| Ngày 5      | Pháp          | 1 - 0                    | Đức           | Bảng F      | Carlos del Cerro Grande | 1           | 0         | 0                                         | 0         |
| Ngày 6      | Phần Lan      | 0 - 1                    | Nga           | Bảng B      | Danny Makkelie          | 5           | 5         | 0                                         | 0         |
| Ngày 6      | Thổ Nhĩ Kỳ    | 0 - 2                    | Wales         | Bảng A      | Artur Soares Dias       | 4           | 4         | 0                                         | 0         |
| Ngày 6      | Ý             | 3 - 0                    | Thụy Sĩ       | Bảng A      | Sergei Karasev          | 2           | 2         | 0                                         | 0         |
| Ngày 7      | Ukraina       | 2 - 1                    | Bắc Macedonia | Bảng C      | Fernando Rapallini      | 3           | 3         | 0                                         | 0         |
| Ngày 7      | Đan Mạch      | 1 - 2                    | Bỉ            | Bảng B      | Björn Kuipers           | 4           | 4         | 0                                         | 0         |
| Ngày 7      | Hà Lan        | 2 - 0                    | Áo            | Bảng C      | Orel Grinfeld           | 3           | 3         | 0                                         | 0         |
| Ngày 8      | Thụy Điển     | 1 - 0                    | Slovakia      | Bảng E      | Daniel Siebert          | 4           | 4         | 0                                         | 0         |
| Ngày 8      | Croatia       | 1 - 1                    | Cộng hòa Séc  | Bảng D      | Carlos del Cerro Grande | 4           | 4         | 0                                         | 0         |
| Ngày 8      | Anh           | 0 - 0                    | Scotland      | Bảng D      | Antonio Mateu Lahoz     | 2           | 2         | 0                                         | 0         |
| Ngày 9      | Hungary       | 1 - 1                    | Pháp          | Bảng F      | Michael Oliver          | 2           | 2         | 0                                         | 0         |
| Ngày 9      | Bồ Đào Nha    | 2 - 4                    | Đức           | Bảng F      | Anthony Taylor          | 2           | 2         | 0                                         | 0         |
| Ngày 9      | Tây Ban Nha   | 1 - 1                    | Ba Lan        | Bảng E      | Daniele Orsato          | 6           | 6         | 0                                         | 0         |
| Ngày 10     | Ý             | 1 - 0                    | Wales         | Bảng A      | Ovidiu Hațegan          | 4           | 3         | 0                                         | 1         |
| Ngày 10     | Thụy Sĩ       | 3 - 1                    | Thổ Nhĩ Kỳ    | Bảng A      | Slavko Vinčić           | 4           | 4         | 0                                         | 0         |
| Ngày 11     | Ukraina       | 0 - 1                    | Áo            | Bảng C      | Cüneyt Çakır            | 0           | 0         | 0                                         | 0         |
| Ngày 11     | Bắc Macedonia | 0 - 3                    | Hà Lan        | Bảng C      | István Kovács           | 4           | 4         | 0                                         | 0         |
| Ngày 11     | Phần Lan      | 0 - 2                    | Bỉ            | Bảng B      | Felix Brych             | 0           | 0         | 0                                         | 0         |
| Ngày 11     | Nga           | 1 - 4                    | Đan Mạch      | Bảng B      | Clément Turpin          | 3           | 3         | 0                                         | 0         |
| Ngày 12     | Cộng hòa Séc  | 0 - 1                    | Anh           | Bảng D      | Artur Soares Dias       | 1           | 1         | 0                                         | 0         |
| Ngày 12     | Croatia       | 3 - 1                    | Scotland      | Bảng D      | Fernando Rapallini      | 2           | 2         | 0                                         | 0         |
| Ngày 13     | Thụy Điển     | 3 - 2                    | Ba Lan        | Bảng E      | Michael Oliver          | 3           | 3         | 0                                         | 0         |
| Ngày 13     | Slovakia      | 0 - 5                    | Tây Ban Nha   | Bảng E      | Björn Kuipers           | 4           | 4         | 0                                         | 0         |
| Ngày 13     | Đức           | 2 - 2                    | Hungary       | Bảng F      | Sergei Karasev          | 5           | 5         | 0                                         | 0         |
| Ngày 13     | Bồ Đào Nha    | 2 - 2                    | Pháp          | Bảng F      | Antonio Mateu Lahoz     | 4           | 4         | 0                                         | 0         |
| Vòng 16 đội |               |                          |               |             |                         |             |           |                                           |           |
| Ngày 14     | Wales         | 0 - 4                    | Đan Mạch      | Vòng 16 đội | Daniel Siebert          | 5           | 4         | 0                                         | 1         |
| Ngày 14     | Ý             | 2 - 1 (s.h.p.)           | Áo            | Vòng 16 đội | Anthony Taylor          | 5           | 5         | 0                                         | 0         |
| Ngày 15     | Hà Lan        | 0 - 2                    | Cộng hòa Séc  | Vòng 16 đội | Sergei Karasev          | 4           | 3         | 0                                         | 1         |
| Ngày 15     | Bỉ            | 1 - 0                    | Bồ Đào Nha    | Vòng 16 đội | Felix Brych             | 5           | 5         | 0                                         | 0         |
| Ngày 16     | Croatia       | 3 - 5 (s.h.p.)           | Tây Ban Nha   | Vòng 16 đội | Cüneyt Çakır            | 2           | 2         | 0                                         | 0         |
| Ngày 16     | Pháp          | 3 - 3 (s.h.p.) (4 - 5 p) | Thụy Sĩ       | Vòng 16 đội | Fernando Rapallini      | 7           | 7         | 0                                         | 0         |
| Ngày 17     | Anh           | 2 - 0                    | Đức           | Vòng 16 đội | Danny Makkelie          | 5           | 5         | 0                                         | 0         |
| Ngày 17     | Thụy Điển     | 1 - 2 (s.h.p.)           | Ukraina       | Vòng 16 đội | Daniele Orsato          | 5           | 4         | 0                                         | 1         |
| Tứ kết      |               |                          |               |             |                         |             |           |                                           |           |
| Ngày 18     | Thụy Sĩ       | 1 - 1 (s.h.p.) (1 - 3 p) | Tây Ban Nha   | Tứ kết      | Michael Oliver          | 4           | 3         | 0                                         | 1         |
| Ngày 18     | Bỉ            | 1 - 2                    | Ý             | Tứ kết      | Slavko Vinčić           | 3           | 3         | 0                                         | 0         |
| Ngày 19     | Cộng hòa Séc  | 1 - 2                    | Đan Mạch      | Tứ kết      | Björn Kuipers           | 2           | 2         | 0                                         | 0         |
| Ngày 19     | Ukraina       | 0 - 4                    | Anh           | Tứ kết      | Felix Brych             | 0           | 0         | 0                                         | 0         |
| Bán kết     |               |                          |               |             |                         |             |           |                                           |           |
| Ngày 20     | Ý             | 1 - 1 (s.h.p.) (4 - 2 p) | Tây Ban Nha   | Bán kết     | Felix Brych             | 3           | 3         | 0                                         | 0         |
| Ngày 21     | Anh           | 2 - 1 (s.h.p.)           | Đan Mạch      | Bán kết     | Danny Makkelie          | 2           | 2         | 0                                         | 0         |
| Chung kết   |               |                          |               |             |                         |             |           |                                           |           |
| Ngày 22     | Ý             | 1 - 1 (s.h.p.) (3 - 2 p) | Anh           | Chung kết   | Björn Kuipers           | 6           | 6         | 0                                         | 0         |

Nguồn: UEFA

#### Theo trọng tài
| Trọng tài               | Quốc gia    | ST |   |    | PĐ | Thẻ đỏ                               |
| ----------------------- | ----------- | -- | - | -- | -- | ------------------------------------ |
| Felix Brych             | Đức         | 5  | 0 | 8  | 0  | —                                    |
| Cüneyt Çakır            | Thổ Nhĩ Kỳ  | 3  | 0 | 5  | 1  | —                                    |
| Carlos del Cerro Grande | Tây Ban Nha | 2  | 0 | 5  | 1  | —                                    |
| Andreas Ekberg          | Thụy Điển   | 1  | 0 | 3  | 0  | —                                    |
| Orel Grinfeld           | Israel      | 1  | 0 | 3  | 1  | —                                    |
| Ovidiu Hațegan          | România     | 2  | 2 | 5  | 0  | 1 thẻ vàng thứ 2, 1 thẻ đỏ trực tiếp |
| Sergei Karasev          | Nga         | 3  | 1 | 10 | 0  | 1 thẻ đỏ trực tiếp                   |
| István Kovács           | România     | 1  | 0 | 4  | 0  | —                                    |
| Björn Kuipers           | Hà Lan      | 4  | 0 | 16 | 1  | —                                    |
| Danny Makkelie          | Hà Lan      | 4  | 0 | 14 | 1  | —                                    |
| Antonio Mateu Lahoz     | Tây Ban Nha | 3  | 0 | 6  | 3  | —                                    |
| Michael Oliver          | Anh         | 3  | 1 | 8  | 0  | 1 thẻ đỏ trực tiếp                   |
| Daniele Orsato          | Ý           | 3  | 1 | 14 | 1  | 1 thẻ đỏ trực tiếp                   |
| Fernando Rapallini      | Argentina   | 3  | 0 | 12 | 3  | —                                    |
| Daniel Siebert          | Đức         | 3  | 1 | 8  | 1  | 1 thẻ đỏ trực tiếp                   |
| Artur Soares Dias       | Bồ Đào Nha  | 2  | 0 | 5  | 1  | —                                    |
| Anthony Taylor          | Anh         | 3  | 0 | 9  | 1  | —                                    |
| Clément Turpin          | Pháp        | 2  | 0 | 6  | 1  | —                                    |
| Slavko Vinčić           | Slovenia    | 3  | 0 | 8  | 1  | —                                    |

Nguồn: UEFA

#### Theo đội tuyển
| Đội tuyển |   |    | Thẻ đỏ                                                             | Đình chỉ                 |
| --- | - | -- | ------------------------------------------------------------------ | ------------------------ |
| Áo | 0 | 6  | —                                                                  | Arnautović v Hà Lan      |
| Bỉ | 0 | 4  | —                                                                  | —                        |
| Croatia | 0 | 7  | —                                                                  | Lovren v Tây Ban Nha     |
| Cộng hòa Séc \| data-sort-value="" style="background: var(--background-color-interactive, #ececec); color: var(--color-base, inherit); vertical-align: middle; text-align: center; " class="table-na" \| — | 0 | 7  | Bořil v Hà Lan                                                     |                          |
| Đan Mạch | 0 | 5  | —                                                                  | —                        |
| Anh | 0 | 6  | —                                                                  | —                        |
| Phần Lan | 0 | 4  | —                                                                  | —                        |
| Pháp | 0 | 8  | —                                                                  | —                        |
| Đức | 0 | 7  | —                                                                  | —                        |
| Hungary | 0 | 6  | —                                                                  | —                        |
| Ý | 0 | 12 | —                                                                  | —                        |
| Hà Lan | 1 | 3  | De Ligt v Cộng hòa Séc (thẻ đỏ trực tiếp)                          | —                        |
| Bắc Macedonia | 0 | 8  | —                                                                  | —                        |
| Ba Lan | 1 | 8  | Krychowiak v Slovakia (thẻ phạt thứ 2)                             | Krychowiak v Tây Ban Nha |
| Bồ Đào Nha | 0 | 4  | —                                                                  | —                        |
| Nga | 0 | 5  | —                                                                  | —                        |
| Scotland | 0 | 3  | —                                                                  | —                        |
| Slovakia | 0 | 6  | —                                                                  | —                        |
| Tây Ban Nha \| data-sort-value="" style="background: var(--background-color-interactive, #ececec); color: var(--color-base, inherit); vertical-align: middle; text-align: center; " class="table-na" \| —  | 0 | 6  | —                                                                  |                          |
| Thụy Điển | 1 | 5  | Danielson v Ukraina (thẻ đỏ trực tiếp)                             | —                        |
| Thụy Sĩ | 1 | 11 | Freuler v Tây Ban Nha (thẻ đỏ trực tiếp)                           | Xhaka v Tây Ban Nha      |
| Thổ Nhĩ Kỳ | 0 | 7  | —                                                                  | —                        |
| Ukraina | 0 | 4  | —                                                                  | —                        |
| Wales | 2 | 9  | Ampadu v Ý (thẻ đỏ trực tiếp) Wilson v Đan Mạch (thẻ đỏ trực tiếp) | Ampadu v Đan Mạch        |

Nguồn: UEFA

#### Theo cá nhân
| Tên                   | Đội tuyển |   |   | Đình chỉ cho (các) trận đấu |
| --------------------- | --- | - | - | --------------------------- |
| Grzegorz Krychowiak   | Ba Lan | 1 | 3 | v Tây Ban Nha               |
| Marcus Danielson      | Thụy Điển | 1 | 1 | —                           |
| Ethan Ampadu          | Wales | 1 | 0 | v Đan Mạch                  |
| Remo Freuler          | Thụy Sĩ \| data-sort-value="" style="background: var(--background-color-interactive, #ececec); color: var(--color-base, inherit); vertical-align: middle; text-align: center; " class="table-na" \| —       | 1 | 0 |                             |
| Matthijs de Ligt      | Hà Lan \| data-sort-value="" style="background: var(--background-color-interactive, #ececec); color: var(--color-base, inherit); vertical-align: middle; text-align: center; " class="table-na" \| —        | 1 | 0 |                             |
| Harry Wilson          | Wales \| data-sort-value="" style="background: var(--background-color-interactive, #ececec); color: var(--color-base, inherit); vertical-align: middle; text-align: center; " class="table-na" \| —         | 1 | 0 |                             |
| Harry Maguire         | Anh | 0 | 3 | —                           |
| Ezgjan Alioski        | Bắc Macedonia | 0 | 2 | —                           |
| Nicolò Barella        | Ý \| data-sort-value="" style="background: var(--background-color-interactive, #ececec); color: var(--color-base, inherit); vertical-align: middle; text-align: center; " class="table-na" \| —             | 0 | 2 |                             |
| Leonardo Bonucci      | Ý \| data-sort-value="" style="background: var(--background-color-interactive, #ececec); color: var(--color-base, inherit); vertical-align: middle; text-align: center; " class="table-na" \| —             | 0 | 2 | —                           |
| Jan Bořil             | Cộng hòa Séc | 0 | 2 | v Hà Lan                    |
| Endre Botka           | Hungary \| data-sort-value="" style="background: var(--background-color-interactive, #ececec); color: var(--color-base, inherit); vertical-align: middle; text-align: center; " class="table-na" \| —       | 0 | 2 |                             |
| Marcelo Brozović      | Croatia \| data-sort-value="" style="background: var(--background-color-interactive, #ececec); color: var(--color-base, inherit); vertical-align: middle; text-align: center; " class="table-na" \| —       | 0 | 2 |                             |
| Sergio Busquets       | Tây Ban Nha \| data-sort-value="" style="background: var(--background-color-interactive, #ececec); color: var(--color-base, inherit); vertical-align: middle; text-align: center; " class="table-na" \| —   | 0 | 2 |                             |
| Duje Ćaleta-Car       | Croatia \| data-sort-value="" style="background: var(--background-color-interactive, #ececec); color: var(--color-base, inherit); vertical-align: middle; text-align: center; " class="table-na" \| —       | 0 | 2 |                             |
| Hakan Çalhanoğlu      | Thổ Nhĩ Kỳ \| data-sort-value="" style="background: var(--background-color-interactive, #ececec); color: var(--color-base, inherit); vertical-align: middle; text-align: center; " class="table-na" \| —    | 0 | 2 |                             |
| Ondrej Duda           | Slovakia \| data-sort-value="" style="background: var(--background-color-interactive, #ececec); color: var(--color-base, inherit); vertical-align: middle; text-align: center; " class="table-na" \| —      | 0 | 2 |                             |
| Mario Gavranović      | Thụy Sĩ \| data-sort-value="" style="background: var(--background-color-interactive, #ececec); color: var(--color-base, inherit); vertical-align: middle; text-align: center; " class="table-na" \| —       | 0 | 2 |                             |
| Matthias Ginter       | Đức \| data-sort-value="" style="background: var(--background-color-interactive, #ececec); color: var(--color-base, inherit); vertical-align: middle; text-align: center; " class="table-na" \| —           | 0 | 2 |                             |
| Dejan Lovren          | Croatia | 0 | 2 | v Tây Ban Nha               |
| Kieffer Moore         | Wales \| data-sort-value="" style="background: var(--background-color-interactive, #ececec); color: var(--color-base, inherit); vertical-align: middle; text-align: center; " class="table-na" \| —         | 0 | 2 |                             |
| Benjamin Pavard       | Pháp \| data-sort-value="" style="background: var(--background-color-interactive, #ececec); color: var(--color-base, inherit); vertical-align: middle; text-align: center; " class="table-na" \| —          | 0 | 2 |                             |
| Çağlar Söyüncü        | Thổ Nhĩ Kỳ \| data-sort-value="" style="background: var(--background-color-interactive, #ececec); color: var(--color-base, inherit); vertical-align: middle; text-align: center; " class="table-na" \| —    | 0 | 2 |                             |
| Daniel Wass           | Đan Mạch \| data-sort-value="" style="background: var(--background-color-interactive, #ececec); color: var(--color-base, inherit); vertical-align: middle; text-align: center; " class="table-na" \| —      | 0 | 2 |                             |
| Granit Xhaka          | Thụy Sĩ | 0 | 2 | v Tây Ban Nha               |
| Manuel Akanji         | Thụy Sĩ | 0 | 1 | —                           |
| David Alaba           | Áo \| data-sort-value="" style="background: var(--background-color-interactive, #ececec); color: var(--color-base, inherit); vertical-align: middle; text-align: center; " class="table-na" \| —            | 0 | 1 |                             |
| Jordi Alba            | Tây Ban Nha \| data-sort-value="" style="background: var(--background-color-interactive, #ececec); color: var(--color-base, inherit); vertical-align: middle; text-align: center; " class="table-na" \| —   | 0 | 1 |                             |
| Toby Alderweireld     | Bỉ \| data-sort-value="" style="background: var(--background-color-interactive, #ececec); color: var(--color-base, inherit); vertical-align: middle; text-align: center; " class="table-na" \| —            | 0 | 1 |                             |
| Joe Allen             | Wales \| data-sort-value="" style="background: var(--background-color-interactive, #ececec); color: var(--color-base, inherit); vertical-align: middle; text-align: center; " class="table-na" \| —         | 0 | 1 |                             |
| Marko Arnautović      | Áo | 0 | 1 | v Hà Lan                    |
| Daniel Avramovski     | Bắc Macedonia \| data-sort-value="" style="background: var(--background-color-interactive, #ececec); color: var(--color-base, inherit); vertical-align: middle; text-align: center; " class="table-na" \| — | 0 | 1 |                             |
| Daniel Bachmann       | Áo \| data-sort-value="" style="background: var(--background-color-interactive, #ececec); color: var(--color-base, inherit); vertical-align: middle; text-align: center; " class="table-na" \| —            | 0 | 1 |                             |
| Gareth Bale           | Wales \| data-sort-value="" style="background: var(--background-color-interactive, #ececec); color: var(--color-base, inherit); vertical-align: middle; text-align: center; " class="table-na" \| —         | 0 | 1 |                             |
| Dmitri Barinov        | Nga \| data-sort-value="" style="background: var(--background-color-interactive, #ececec); color: var(--color-base, inherit); vertical-align: middle; text-align: center; " class="table-na" \| —           | 0 | 1 |                             |
| Domenico Berardi      | Ý \| data-sort-value="" style="background: var(--background-color-interactive, #ececec); color: var(--color-base, inherit); vertical-align: middle; text-align: center; " class="table-na" \| —             | 0 | 1 |                             |
| David Brooks          | Wales \| data-sort-value="" style="background: var(--background-color-interactive, #ececec); color: var(--color-base, inherit); vertical-align: middle; text-align: center; " class="table-na" \| —         | 0 | 1 |                             |
| Zeki Çelik            | Thổ Nhĩ Kỳ \| data-sort-value="" style="background: var(--background-color-interactive, #ececec); color: var(--color-base, inherit); vertical-align: middle; text-align: center; " class="table-na" \| —    | 0 | 1 |                             |
| Giorgio Chiellini     | Ý \| data-sort-value="" style="background: var(--background-color-interactive, #ececec); color: var(--color-base, inherit); vertical-align: middle; text-align: center; " class="table-na" \| —             | 0 | 1 |                             |
| Kingsley Coman        | Pháp \| data-sort-value="" style="background: var(--background-color-interactive, #ececec); color: var(--color-base, inherit); vertical-align: middle; text-align: center; " class="table-na" \| —          | 0 | 1 |                             |
| Vladimír Coufal       | Cộng hòa Séc \| data-sort-value="" style="background: var(--background-color-interactive, #ececec); color: var(--color-base, inherit); vertical-align: middle; text-align: center; " class="table-na" \| —  | 0 | 1 |                             |
| Diogo Dalot           | Bồ Đào Nha \| data-sort-value="" style="background: var(--background-color-interactive, #ececec); color: var(--color-base, inherit); vertical-align: middle; text-align: center; " class="table-na" \| —    | 0 | 1 |                             |
| Mikkel Damsgaard      | Đan Mạch \| data-sort-value="" style="background: var(--background-color-interactive, #ececec); color: var(--color-base, inherit); vertical-align: middle; text-align: center; " class="table-na" \| —      | 0 | 1 |                             |
| Ben Davies            | Wales \| data-sort-value="" style="background: var(--background-color-interactive, #ececec); color: var(--color-base, inherit); vertical-align: middle; text-align: center; " class="table-na" \| —         | 0 | 1 |                             |
| Thomas Delaney        | Đan Mạch \| data-sort-value="" style="background: var(--background-color-interactive, #ececec); color: var(--color-base, inherit); vertical-align: middle; text-align: center; " class="table-na" \| —      | 0 | 1 |                             |
| Halil Dervişoğlu      | Thổ Nhĩ Kỳ \| data-sort-value="" style="background: var(--background-color-interactive, #ececec); color: var(--color-base, inherit); vertical-align: middle; text-align: center; " class="table-na" \| —    | 0 | 1 |                             |
| Giovanni Di Lorenzo   | Ý \| data-sort-value="" style="background: var(--background-color-interactive, #ececec); color: var(--color-base, inherit); vertical-align: middle; text-align: center; " class="table-na" \| —             | 0 | 1 |                             |
| Rúben Dias            | Bồ Đào Nha \| data-sort-value="" style="background: var(--background-color-interactive, #ececec); color: var(--color-base, inherit); vertical-align: middle; text-align: center; " class="table-na" \| —    | 0 | 1 |                             |
| Igor Diveyev          | Nga \| data-sort-value="" style="background: var(--background-color-interactive, #ececec); color: var(--color-base, inherit); vertical-align: middle; text-align: center; " class="table-na" \| —           | 0 | 1 |                             |
| Artem Dovbyk          | Ukraina \| data-sort-value="" style="background: var(--background-color-interactive, #ececec); color: var(--color-base, inherit); vertical-align: middle; text-align: center; " class="table-na" \| —       | 0 | 1 |                             |
| Aleksandar Dragović   | Áo \| data-sort-value="" style="background: var(--background-color-interactive, #ececec); color: var(--color-base, inherit); vertical-align: middle; text-align: center; " class="table-na" \| —            | 0 | 1 |                             |
| Martin Dúbravka       | Slovakia \| data-sort-value="" style="background: var(--background-color-interactive, #ececec); color: var(--color-base, inherit); vertical-align: middle; text-align: center; " class="table-na" \| —      | 0 | 1 |                             |
| Denzel Dumfries       | Hà Lan \| data-sort-value="" style="background: var(--background-color-interactive, #ececec); color: var(--color-base, inherit); vertical-align: middle; text-align: center; " class="table-na" \| —        | 0 | 1 |                             |
| Georgi Dzhikiya       | Nga \| data-sort-value="" style="background: var(--background-color-interactive, #ececec); color: var(--color-base, inherit); vertical-align: middle; text-align: center; " class="table-na" \| —           | 0 | 1 |                             |
| Nico Elvedi           | Thụy Sĩ \| data-sort-value="" style="background: var(--background-color-interactive, #ececec); color: var(--color-base, inherit); vertical-align: middle; text-align: center; " class="table-na" \| —       | 0 | 1 |                             |
| Breel Embolo          | Thụy Sĩ \| data-sort-value="" style="background: var(--background-color-interactive, #ececec); color: var(--color-base, inherit); vertical-align: middle; text-align: center; " class="table-na" \| —       | 0 | 1 | —                           |
| Attila Fiola          | Hungary \| data-sort-value="" style="background: var(--background-color-interactive, #ececec); color: var(--color-base, inherit); vertical-align: middle; text-align: center; " class="table-na" \| —       | 0 | 1 |                             |
| Phil Foden            | Anh \| data-sort-value="" style="background: var(--background-color-interactive, #ececec); color: var(--color-base, inherit); vertical-align: middle; text-align: center; " class="table-na" \| —           | 0 | 1 |                             |
| Emil Forsberg         | Thụy Điển \| data-sort-value="" style="background: var(--background-color-interactive, #ececec); color: var(--color-base, inherit); vertical-align: middle; text-align: center; " class="table-na" \| —     | 0 | 1 |                             |
| Kamil Glik            | Ba Lan \| data-sort-value="" style="background: var(--background-color-interactive, #ececec); color: var(--color-base, inherit); vertical-align: middle; text-align: center; " class="table-na" \| —        | 0 | 1 |                             |
| Robin Gosens          | Đức \| data-sort-value="" style="background: var(--background-color-interactive, #ececec); color: var(--color-base, inherit); vertical-align: middle; text-align: center; " class="table-na" \| —           | 0 | 1 |                             |
| Antoine Griezmann     | Pháp \| data-sort-value="" style="background: var(--background-color-interactive, #ececec); color: var(--color-base, inherit); vertical-align: middle; text-align: center; " class="table-na" \| —          | 0 | 1 |                             |
| İlkay Gündoğan        | Đức \| data-sort-value="" style="background: var(--background-color-interactive, #ececec); color: var(--color-base, inherit); vertical-align: middle; text-align: center; " class="table-na" \| —           | 0 | 1 |                             |
| Chris Gunter          | Wales \| data-sort-value="" style="background: var(--background-color-interactive, #ececec); color: var(--color-base, inherit); vertical-align: middle; text-align: center; " class="table-na" \| —         | 0 | 1 |                             |
| Kai Havertz           | Đức \| data-sort-value="" style="background: var(--background-color-interactive, #ececec); color: var(--color-base, inherit); vertical-align: middle; text-align: center; " class="table-na" \| —           | 0 | 1 |                             |
| Thorgan Hazard        | Bỉ \| data-sort-value="" style="background: var(--background-color-interactive, #ececec); color: var(--color-base, inherit); vertical-align: middle; text-align: center; " class="table-na" \| —            | 0 | 1 |                             |
| Lucas Hernandez       | Pháp \| data-sort-value="" style="background: var(--background-color-interactive, #ececec); color: var(--color-base, inherit); vertical-align: middle; text-align: center; " class="table-na" \| —          | 0 | 1 |                             |
| Martin Hinteregger    | Áo \| data-sort-value="" style="background: var(--background-color-interactive, #ececec); color: var(--color-base, inherit); vertical-align: middle; text-align: center; " class="table-na" \| —            | 0 | 1 |                             |
| Adam Hložek           | Cộng hòa Séc \| data-sort-value="" style="background: var(--background-color-interactive, #ececec); color: var(--color-base, inherit); vertical-align: middle; text-align: center; " class="table-na" \| —  | 0 | 1 |                             |
| Tomáš Hubočan         | Slovakia \| data-sort-value="" style="background: var(--background-color-interactive, #ececec); color: var(--color-base, inherit); vertical-align: middle; text-align: center; " class="table-na" \| —      | 0 | 1 |                             |
| Lorenzo Insigne       | Ý \| data-sort-value="" style="background: var(--background-color-interactive, #ececec); color: var(--color-base, inherit); vertical-align: middle; text-align: center; " class="table-na" \| —             | 0 | 1 |                             |
| Mathias Jensen        | Đan Mạch \| data-sort-value="" style="background: var(--background-color-interactive, #ececec); color: var(--color-base, inherit); vertical-align: middle; text-align: center; " class="table-na" \| —      | 0 | 1 |                             |
| Frenkie de Jong       | Hà Lan \| data-sort-value="" style="background: var(--background-color-interactive, #ececec); color: var(--color-base, inherit); vertical-align: middle; text-align: center; " class="table-na" \| —        | 0 | 1 |                             |
| Jorginho              | Ý \| data-sort-value="" style="background: var(--background-color-interactive, #ececec); color: var(--color-base, inherit); vertical-align: middle; text-align: center; " class="table-na" \| —             | 0 | 1 |                             |
| Kamil Jóźwiak         | Ba Lan \| data-sort-value="" style="background: var(--background-color-interactive, #ececec); color: var(--color-base, inherit); vertical-align: middle; text-align: center; " class="table-na" \| —        | 0 | 1 |                             |
| Tomáš Kalas           | Cộng hòa Séc \| data-sort-value="" style="background: var(--background-color-interactive, #ececec); color: var(--color-base, inherit); vertical-align: middle; text-align: center; " class="table-na" \| —  | 0 | 1 |                             |
| Glen Kamara           | Phần Lan \| data-sort-value="" style="background: var(--background-color-interactive, #ececec); color: var(--color-base, inherit); vertical-align: middle; text-align: center; " class="table-na" \| —      | 0 | 1 |                             |
| Joshua Kimmich        | Đức \| data-sort-value="" style="background: var(--background-color-interactive, #ececec); color: var(--color-base, inherit); vertical-align: middle; text-align: center; " class="table-na" \| —           | 0 | 1 |                             |
| Presnel Kimpembe      | Pháp \| data-sort-value="" style="background: var(--background-color-interactive, #ececec); color: var(--color-base, inherit); vertical-align: middle; text-align: center; " class="table-na" \| —          | 0 | 1 |                             |
| Mateusz Klich         | Ba Lan \| data-sort-value="" style="background: var(--background-color-interactive, #ececec); color: var(--color-base, inherit); vertical-align: middle; text-align: center; " class="table-na" \| —        | 0 | 1 |                             |
| Tihomir Kostadinov    | Bắc Macedonia \| data-sort-value="" style="background: var(--background-color-interactive, #ececec); color: var(--color-base, inherit); vertical-align: middle; text-align: center; " class="table-na" \| — | 0 | 1 |                             |
| Mateo Kovačić         | Croatia \| data-sort-value="" style="background: var(--background-color-interactive, #ececec); color: var(--color-base, inherit); vertical-align: middle; text-align: center; " class="table-na" \| —       | 0 | 1 |                             |
| Michael Krmenčík      | Cộng hòa Séc \| data-sort-value="" style="background: var(--background-color-interactive, #ececec); color: var(--color-base, inherit); vertical-align: middle; text-align: center; " class="table-na" \| —  | 0 | 1 |                             |
| Fyodor Kudryashov     | Nga \| data-sort-value="" style="background: var(--background-color-interactive, #ececec); color: var(--color-base, inherit); vertical-align: middle; text-align: center; " class="table-na" \| —           | 0 | 1 |                             |
| Dejan Kulusevski      | Thụy Điển \| data-sort-value="" style="background: var(--background-color-interactive, #ececec); color: var(--color-base, inherit); vertical-align: middle; text-align: center; " class="table-na" \| —     | 0 | 1 |                             |
| Stefan Lainer         | Áo \| data-sort-value="" style="background: var(--background-color-interactive, #ececec); color: var(--color-base, inherit); vertical-align: middle; text-align: center; " class="table-na" \| —            | 0 | 1 |                             |
| Aymeric Laporte       | Tây Ban Nha \| data-sort-value="" style="background: var(--background-color-interactive, #ececec); color: var(--color-base, inherit); vertical-align: middle; text-align: center; " class="table-na" \| —   | 0 | 1 |                             |
| Robert Lewandowski    | Ba Lan \| data-sort-value="" style="background: var(--background-color-interactive, #ececec); color: var(--color-base, inherit); vertical-align: middle; text-align: center; " class="table-na" \| —        | 0 | 1 |                             |
| Hugo Lloris           | Pháp \| data-sort-value="" style="background: var(--background-color-interactive, #ececec); color: var(--color-base, inherit); vertical-align: middle; text-align: center; " class="table-na" \| —          | 0 | 1 |                             |
| Robin Lod             | Phần Lan \| data-sort-value="" style="background: var(--background-color-interactive, #ececec); color: var(--color-base, inherit); vertical-align: middle; text-align: center; " class="table-na" \| —      | 0 | 1 |                             |
| Mikael Lustig         | Thụy Điển \| data-sort-value="" style="background: var(--background-color-interactive, #ececec); color: var(--color-base, inherit); vertical-align: middle; text-align: center; " class="table-na" \| —     | 0 | 1 |                             |
| Lukáš Masopust        | Cộng hòa Séc \| data-sort-value="" style="background: var(--background-color-interactive, #ececec); color: var(--color-base, inherit); vertical-align: middle; text-align: center; " class="table-na" \| —  | 0 | 1 |                             |
| Kevin Mbabu           | Thụy Sĩ \| data-sort-value="" style="background: var(--background-color-interactive, #ececec); color: var(--color-base, inherit); vertical-align: middle; text-align: center; " class="table-na" \| —       | 0 | 1 |                             |
| John McGinn           | Scotland \| data-sort-value="" style="background: var(--background-color-interactive, #ececec); color: var(--color-base, inherit); vertical-align: middle; text-align: center; " class="table-na" \| —      | 0 | 1 |                             |
| Chris Mepham          | Wales \| data-sort-value="" style="background: var(--background-color-interactive, #ececec); color: var(--color-base, inherit); vertical-align: middle; text-align: center; " class="table-na" \| —         | 0 | 1 |                             |
| Jakub Moder           | Ba Lan \| data-sort-value="" style="background: var(--background-color-interactive, #ececec); color: var(--color-base, inherit); vertical-align: middle; text-align: center; " class="table-na" \| —        | 0 | 1 |                             |
| Visar Musliu          | Bắc Macedonia \| data-sort-value="" style="background: var(--background-color-interactive, #ececec); color: var(--color-base, inherit); vertical-align: middle; text-align: center; " class="table-na" \| — | 0 | 1 |                             |
| Loïc Négo             | Hungary \| data-sort-value="" style="background: var(--background-color-interactive, #ececec); color: var(--color-base, inherit); vertical-align: middle; text-align: center; " class="table-na" \| —       | 0 | 1 |                             |
| Stephen O'Donnell     | Scotland \| data-sort-value="" style="background: var(--background-color-interactive, #ececec); color: var(--color-base, inherit); vertical-align: middle; text-align: center; " class="table-na" \| —      | 0 | 1 |                             |
| Kristoffer Olsson     | Thụy Điển \| data-sort-value="" style="background: var(--background-color-interactive, #ececec); color: var(--color-base, inherit); vertical-align: middle; text-align: center; " class="table-na" \| —     | 0 | 1 |                             |
| Willi Orbán           | Hungary \| data-sort-value="" style="background: var(--background-color-interactive, #ececec); color: var(--color-base, inherit); vertical-align: middle; text-align: center; " class="table-na" \| —       | 0 | 1 |                             |
| Daniel O'Shaughnessy  | Phần Lan \| data-sort-value="" style="background: var(--background-color-interactive, #ececec); color: var(--color-base, inherit); vertical-align: middle; text-align: center; " class="table-na" \| —      | 0 | 1 |                             |
| Magomed Ozdoyev       | Nga \| data-sort-value="" style="background: var(--background-color-interactive, #ececec); color: var(--color-base, inherit); vertical-align: middle; text-align: center; " class="table-na" \| —           | 0 | 1 |                             |
| João Palhinha         | Bồ Đào Nha \| data-sort-value="" style="background: var(--background-color-interactive, #ececec); color: var(--color-base, inherit); vertical-align: middle; text-align: center; " class="table-na" \| —    | 0 | 1 |                             |
| Pepe                  | Bồ Đào Nha \| data-sort-value="" style="background: var(--background-color-interactive, #ececec); color: var(--color-base, inherit); vertical-align: middle; text-align: center; " class="table-na" \| —    | 0 | 1 | —                           |
| Matteo Pessina        | Ý \| data-sort-value="" style="background: var(--background-color-interactive, #ececec); color: var(--color-base, inherit); vertical-align: middle; text-align: center; " class="table-na" \| —             | 0 | 1 |                             |
| Kalvin Phillips       | Anh \| data-sort-value="" style="background: var(--background-color-interactive, #ececec); color: var(--color-base, inherit); vertical-align: middle; text-align: center; " class="table-na" \| —           | 0 | 1 |                             |
| Declan Rice           | Anh \| data-sort-value="" style="background: var(--background-color-interactive, #ececec); color: var(--color-base, inherit); vertical-align: middle; text-align: center; " class="table-na" \| —           | 0 | 1 | —                           |
| Stefan Ristovski      | Bắc Macedonia \| data-sort-value="" style="background: var(--background-color-interactive, #ececec); color: var(--color-base, inherit); vertical-align: middle; text-align: center; " class="table-na" \| — | 0 | 1 |                             |
| Joe Rodon             | Wales \| data-sort-value="" style="background: var(--background-color-interactive, #ececec); color: var(--color-base, inherit); vertical-align: middle; text-align: center; " class="table-na" \| —         | 0 | 1 |                             |
| Rodri                 | Tây Ban Nha \| data-sort-value="" style="background: var(--background-color-interactive, #ececec); color: var(--color-base, inherit); vertical-align: middle; text-align: center; " class="table-na" \| —   | 0 | 1 |                             |
| Ricardo Rodríguez     | Thụy Sĩ \| data-sort-value="" style="background: var(--background-color-interactive, #ececec); color: var(--color-base, inherit); vertical-align: middle; text-align: center; " class="table-na" \| —       | 0 | 1 |                             |
| Marten de Roon        | Hà Lan \| data-sort-value="" style="background: var(--background-color-interactive, #ececec); color: var(--color-base, inherit); vertical-align: middle; text-align: center; " class="table-na" \| —        | 0 | 1 |                             |
| Leroy Sané            | Đức \| data-sort-value="" style="background: var(--background-color-interactive, #ececec); color: var(--color-base, inherit); vertical-align: middle; text-align: center; " class="table-na" \| —           | 0 | 1 |                             |
| Fabian Schär          | Thụy Sĩ \| data-sort-value="" style="background: var(--background-color-interactive, #ececec); color: var(--color-base, inherit); vertical-align: middle; text-align: center; " class="table-na" \| —       | 0 | 1 |                             |
| Mykola Shaparenko     | Ukraina \| data-sort-value="" style="background: var(--background-color-interactive, #ececec); color: var(--color-base, inherit); vertical-align: middle; text-align: center; " class="table-na" \| —       | 0 | 1 |                             |
| Milan Škriniar        | Slovakia \| data-sort-value="" style="background: var(--background-color-interactive, #ececec); color: var(--color-base, inherit); vertical-align: middle; text-align: center; " class="table-na" \| —      | 0 | 1 |                             |
| Tim Sparv             | Phần Lan \| data-sort-value="" style="background: var(--background-color-interactive, #ececec); color: var(--color-base, inherit); vertical-align: middle; text-align: center; " class="table-na" \| —      | 0 | 1 |                             |
| Serhiy Sydorchuk      | Ukraina \| data-sort-value="" style="background: var(--background-color-interactive, #ececec); color: var(--color-base, inherit); vertical-align: middle; text-align: center; " class="table-na" \| —       | 0 | 1 |                             |
| Ádám Szalai           | Hungary \| data-sort-value="" style="background: var(--background-color-interactive, #ececec); color: var(--color-base, inherit); vertical-align: middle; text-align: center; " class="table-na" \| —       | 0 | 1 |                             |
| Youri Tielemans       | Bỉ \| data-sort-value="" style="background: var(--background-color-interactive, #ececec); color: var(--color-base, inherit); vertical-align: middle; text-align: center; " class="table-na" \| —            | 0 | 1 |                             |
| Rafael Tolói          | Ý \| data-sort-value="" style="background: var(--background-color-interactive, #ececec); color: var(--color-base, inherit); vertical-align: middle; text-align: center; " class="table-na" \| —             | 0 | 1 |                             |
| Pau Torres            | Tây Ban Nha \| data-sort-value="" style="background: var(--background-color-interactive, #ececec); color: var(--color-base, inherit); vertical-align: middle; text-align: center; " class="table-na" \| —   | 0 | 1 |                             |
| Aleksandar Trajkovski | Bắc Macedonia \| data-sort-value="" style="background: var(--background-color-interactive, #ececec); color: var(--color-base, inherit); vertical-align: middle; text-align: center; " class="table-na" \| — | 0 | 1 |                             |
| Raphaël Varane        | Pháp \| data-sort-value="" style="background: var(--background-color-interactive, #ececec); color: var(--color-base, inherit); vertical-align: middle; text-align: center; " class="table-na" \| —          | 0 | 1 |                             |
| Darko Velkovski       | Bắc Macedonia \| data-sort-value="" style="background: var(--background-color-interactive, #ececec); color: var(--color-base, inherit); vertical-align: middle; text-align: center; " class="table-na" \| — | 0 | 1 |                             |
| Thomas Vermaelen      | Bỉ \| data-sort-value="" style="background: var(--background-color-interactive, #ececec); color: var(--color-base, inherit); vertical-align: middle; text-align: center; " class="table-na" \| —            | 0 | 1 |                             |
| Marco Verratti        | Ý \| data-sort-value="" style="background: var(--background-color-interactive, #ececec); color: var(--color-base, inherit); vertical-align: middle; text-align: center; " class="table-na" \| —             | 0 | 1 |                             |
| Vladimír Weiss        | Slovakia \| data-sort-value="" style="background: var(--background-color-interactive, #ececec); color: var(--color-base, inherit); vertical-align: middle; text-align: center; " class="table-na" \| —      | 0 | 1 |                             |
| Silvan Widmer         | Thụy Sĩ \| data-sort-value="" style="background: var(--background-color-interactive, #ececec); color: var(--color-base, inherit); vertical-align: middle; text-align: center; " class="table-na" \| —       | 0 | 1 |                             |
| Andriy Yarmolenko     | Ukraina \| data-sort-value="" style="background: var(--background-color-interactive, #ececec); color: var(--color-base, inherit); vertical-align: middle; text-align: center; " class="table-na" \| —       | 0 | 1 |                             |
| Burak Yılmaz          | Thổ Nhĩ Kỳ \| data-sort-value="" style="background: var(--background-color-interactive, #ececec); color: var(--color-base, inherit); vertical-align: middle; text-align: center; " class="table-na" \| —    | 0 | 1 |                             |

Nguồn: UEFA

## Thống kê tổng thể
| Đội           | ST    | T  | H     | B  | Đ   | TBĐ  | BT  | TBBT | BB  | TBBB | HS | TBHS  | CS | ACS  | TV  | TBTV | TĐ | TBTĐ |
| ------------- | ----- | -- | ----- | -- | --- | ---- | --- | ---- | --- | ---- | -- | ----- | -- | ---- | --- | ---- | -- | ---- |
| Áo            | 4     | 2  | 0     | 2  | 6   | 1.50 | 5   | 1.25 | 5   | 1.25 | 0  | 0.00  | 1  | 0.25 | 6   | 1.50 | 0  | 0.00 |
| Bỉ            | 5     | 4  | 0     | 1  | 12  | 2.40 | 9   | 1.80 | 3   | 0.60 | +6 | 1.20  | 3  | 0.60 | 4   | 0.80 | 0  | 0.00 |
| Croatia       | 4     | 1  | 1     | 2  | 4   | 1.00 | 7   | 1.75 | 8   | 2.00 | -1 | -0.25 | 0  | 0.00 | 7   | 1.75 | 0  | 0.00 |
| Cộng hòa Séc  | 5     | 2  | 1     | 2  | 7   | 1.40 | 6   | 1.20 | 4   | 0.80 | +2 | 0.40  | 2  | 0.40 | 7   | 1.40 | 0  | 0.00 |
| Đan Mạch      | 6     | 3  | 0     | 3  | 9   | 1.50 | 12  | 2.00 | 7   | 1.17 | +5 | 0.83  | 1  | 0.17 | 5   | 0.83 | 0  | 0.00 |
| Anh           | 7     | 5  | 2     | 0  | 17  | 2.43 | 11  | 1.57 | 2   | 0.29 | +9 | 1.29  | 5  | 0.71 | 6   | 0.86 | 0  | 0.00 |
| Phần Lan      | 3     | 1  | 0     | 2  | 3   | 1.00 | 1   | 0.33 | 3   | 1.00 | -2 | -0.67 | 1  | 0.33 | 4   | 1.33 | 0  | 0.00 |
| Pháp          | 4     | 1  | 3     | 0  | 6   | 1.50 | 7   | 1.75 | 6   | 1.50 | +1 | 0.25  | 1  | 0.25 | 8   | 2.00 | 0  | 0.00 |
| Đức           | 4     | 1  | 1     | 2  | 4   | 1.00 | 6   | 1.50 | 7   | 1.75 | -1 | -0.25 | 0  | 0.00 | 7   | 1.75 | 0  | 0.00 |
| Hungary       | 3     | 0  | 2     | 1  | 2   | 0.67 | 3   | 1.00 | 6   | 2.00 | -3 | -1.00 | 0  | 0.00 | 6   | 2.00 | 0  | 0.00 |
| Ý             | 7     | 5  | 2     | 0  | 17  | 2.43 | 13  | 1.86 | 4   | 0.57 | +9 | 1.29  | 3  | 0.43 | 12  | 1.71 | 0  | 0.00 |
| Hà Lan        | 4     | 3  | 0     | 1  | 9   | 2.25 | 8   | 2.00 | 4   | 1.00 | +4 | 1.00  | 2  | 0.50 | 3   | 0.75 | 1  | 0.25 |
| Bắc Macedonia | 3     | 0  | 0     | 3  | 0   | 0.00 | 2   | 0.67 | 8   | 2.67 | -6 | -2.00 | 0  | 0.00 | 8   | 2.67 | 0  | 0.00 |
| Ba Lan        | 3     | 0  | 1     | 2  | 1   | 0.33 | 4   | 1.33 | 6   | 2.00 | -2 | -0.67 | 0  | 0.00 | 8   | 2.67 | 1  | 0.33 |
| Bồ Đào Nha    | 4     | 1  | 1     | 2  | 4   | 1.00 | 7   | 1.75 | 7   | 1.75 | 0  | 0.00  | 1  | 0.25 | 4   | 1.00 | 0  | 0.00 |
| Nga           | 3     | 1  | 0     | 2  | 3   | 1.00 | 2   | 0.67 | 7   | 2.33 | -5 | -1.67 | 1  | 0.33 | 5   | 1.67 | 0  | 0.00 |
| Scotland      | 3     | 0  | 1     | 2  | 1   | 0.33 | 1   | 0.33 | 5   | 1.67 | -4 | -1.33 | 1  | 0.33 | 3   | 1.00 | 0  | 0.00 |
| Slovakia      | 3     | 1  | 0     | 2  | 3   | 1.00 | 2   | 0.67 | 7   | 2.33 | -5 | -1.67 | 0  | 0.00 | 6   | 2.00 | 0  | 0.00 |
| Tây Ban Nha   | 6     | 2  | 4     | 0  | 10  | 1.67 | 13  | 2.17 | 6   | 1.00 | +7 | 1.17  | 2  | 0.33 | 6   | 1.00 | 0  | 0.00 |
| Thụy Điển     | 4     | 2  | 1     | 1  | 7   | 1.75 | 5   | 1.25 | 4   | 1.00 | +1 | 0.25  | 2  | 0.50 | 5   | 1.25 | 1  | 0.25 |
| Thụy Sĩ       | 5     | 1  | 3     | 1  | 6   | 1.20 | 8   | 1.60 | 9   | 1.80 | -1 | -0.20 | 0  | 0.00 | 11  | 2.20 | 1  | 0.20 |
| Thổ Nhĩ Kỳ    | 3     | 0  | 0     | 3  | 0   | 0.00 | 1   | 0.33 | 8   | 2.67 | -7 | -2.33 | 0  | 0.00 | 7   | 2.33 | 0  | 0.00 |
| Ukraina       | 5     | 2  | 0     | 3  | 6   | 1.20 | 6   | 1.20 | 10  | 2.00 | -4 | -0.80 | 0  | 0.00 | 4   | 0.80 | 0  | 0.00 |
| Wales         | 4     | 1  | 1     | 2  | 4   | 1.00 | 3   | 0.75 | 6   | 1.50 | -3 | -0.75 | 1  | 0.25 | 9   | 2.25 | 2  | 0.50 |
| Tổng số       | 50(1) | 38 | 12(2) | 38 | 138 | 1.38 | 142 | 1.42 | 142 | 1.42 | 0  | 0.00  | 27 | 0.27 | 151 | 1.51 | 6  | 0.06 |

Các đội tuyển được kết xuất trong chữ nghiêng đại diện cho quốc gia chủ nhà. Đội tuyển chiến thắng của cuộc thi được kết xuất trong chữ đậm.
(1) – Tổng số trận thua không được tính trong tổng số trận được diễn ra (tổng số trận thua = tổng số trận thắng)
(2) – Tổng số trận hòa (tied) cho tất cả các đội = Tổng số trận hòa (tied) ÷ 2 (cả hai đội tham gia)
(3) – Theo quy ước thống kê trong bóng đá, các trận đấu được quyết định trong hiệp phụ được tính là trận thắng và trận thua, trong khi các trận đấu được quyết định bởi loạt sút luân lưu được tính là trận hòa.
Nguồn: UEFA